# Pipturus platyphyllus
Pipturus platyphyllus  es una especie de planta de la familia Urticaceae. Es endémica de Fiyi.